# Veronika Velez-Zuzulová
Veronika Velez-Zuzulová (Bratislava, 15. srpnja 1984.) bivša slovačka je alpska skijašica i natjecateljica u slalomu, veleslalomu i kombinaciji. Ostvarila je 5 pobjeda i 29 postolja u Svjetskom skijaškom kupuu. Bila je zastavonoša Slovačke na otvaranju Zimskih olimpijskih igara 2018. u Pyeongchangu.

## Životopis
Rođena je u Bratislavi, a već s 3 godine počela je skijati na Tatrama. S 14 godina osvojila je talijanski trofej Topolino, neslužbeni dječji ekvivalent Kristalnom globusu.
Najveći juniorski uspjeh ostvarila je osvajanjem zlatnog odličja u slalomu na Svjetskom juniorskom prvenstvu 2002. godine.
Nakon juniorskog svjetskog zlata, iste sezone upisala je svoje prve nastupe u Svjetskom skijaškom kupu, a sljedeću sezonu propustila je zbog ozljede.
Na Svjetskom prvenstvu 2007. u švedskom Åreu osvojila je 9. mjesto u super-kombinaciji, 13. u slalomu i 21. u veleslalomu.
Krajem skijaške sezone 2007./2008. bila je 3. u ukupno poretku slaloma i postala prvom Slovakinjom u novijoj skijaškoj povijesti koja je osvojila odličje u Svjetskom kupu.
Isti uspjeh ostvarila je 2013. godine, dok je sezonu prije bila ukupno 4. U sezoni 2010./2011. bila je peta najbolja svjetska slalomašica.
Uz 4 pobjede u slalomu, jednu pobjedu ostvarila je u paralelnom slalomu u Münchenu, na novogodišnjoj utrci 2013. godine.
Za Slovačku je nastupila na trima olimpijskim igrama: 2002. u Salt Lake Citiju, 2006. u Torinu i 2010. u Vancouveru, u pet različitih disciplina (slalom, super G, spust, kombinacija, veleslalom), ne ostvarivši značajnije rezultate osim 10. mjesta u slalomu 2010. godine.
Nastupila je i na svjetskim prvenstvima 2011. u njemačkom Garmisch-Partenkirchenu, gdje je u slalomu bila 10., 2013. u austrijskom Schladmingu, gdje je bila 7. u slalomu i 2015. u američkom Beaver Creeku, gdje je bila najbliže odličju u slalomu, osvojivši 4. mjesto.
Najveći uspjeh u karijeri ostvarila je osvajanjem slalomske utrke Snježna krajlica na zagrebačkom Sljemenu početkom siječnja 2017. godine.

## Vanjske poveznice
- Veronika Velez-Zuzulová na stranicama Svjetskog skijaškog saveza (engl.)
- Veronika Velez-Zuzulová, rezultati i statistike na Ski-db.com (engl.)
- Veronika Velez-Zuzulová  Arhivirana inačica izvorne stranice od 27. veljače 2011. (Wayback Machine), olimpijski rezultati na stranicama sports-refernce.com (engl.)
- Službene stranice  Arhivirana inačica izvorne stranice od 26. siječnja 2007. (Wayback Machine) (engl.)